# Ferriere
Ferriere é uma comuna italiana da região da Emília-Romanha, província de Piacenza, com cerca de 2.012 habitantes. Estende-se por uma área de 179 km², tendo uma densidade populacional de 11 hab/km². Faz fronteira com Bardi (PR), Bedonia (PR), Cerignale, Coli, Corte Brugnatella, Farini, Ottone, Rezzoaglio (GE), Santo Stefano d'Aveto (GE).

## Demografia
| Variação demográfica do município entre 1861 e 2011                               |
|                                                                                   |
| Fonte: Istituto Nazionale di Statistica (ISTAT) - Elaboração gráfica da Wikipedia |